# Nicole Anyomi
Etonam Nicole Anyomi (Krefeld, 10 febbraio 2000) è una calciatrice tedesca, attaccante dell'Eintracht Francoforte e della nazionale tedesca.

## Carriera

### Club
Nata a Krefeld da madre ghanese e padre togolese, Nicole Anyomi ha iniziato a giocare a calcio nel SuS Krefeld, società del paese dov'è nata, per poi passare al Borussia M'gladbach. Nel 2014 si trasferì al SGS Essen, dove giocò per tre stagioni di fila nel campionato giovanile nazionale. Nella stagione 2016-17 venne anche convocata in prima squadra, scendendo in campo in 8 occasioni, realizzando anche tre reti. Ha giocato al SGS Essen in Frauen-Bundesliga, la massima serie del campionato tedesco, per cinque stagioni consecutive, collezionando 72 presenze e 14 reti in campionato. Nel corso della finale della Coppa di Germania 2019-20, persa dal SGS Essen contro il Wolfsburg dopo i tiri di rigore, Anyomi uscì a metà del secondo tempo dopo aver subito la frattura del coccige a seguito di uno scontro di gioco con Alexandra Popp.
Per la stagione 2021-22 ha lasciato dopo sette anni Essen per trasferirsi all'Eintracht Francoforte. La prima stagione all'Eintracht si è conclusa con 17 presenze e 4 reti in campionato e la qualificazione alla UEFA Women's Champions League per la prima volta nella storia del club.

### Nazionale

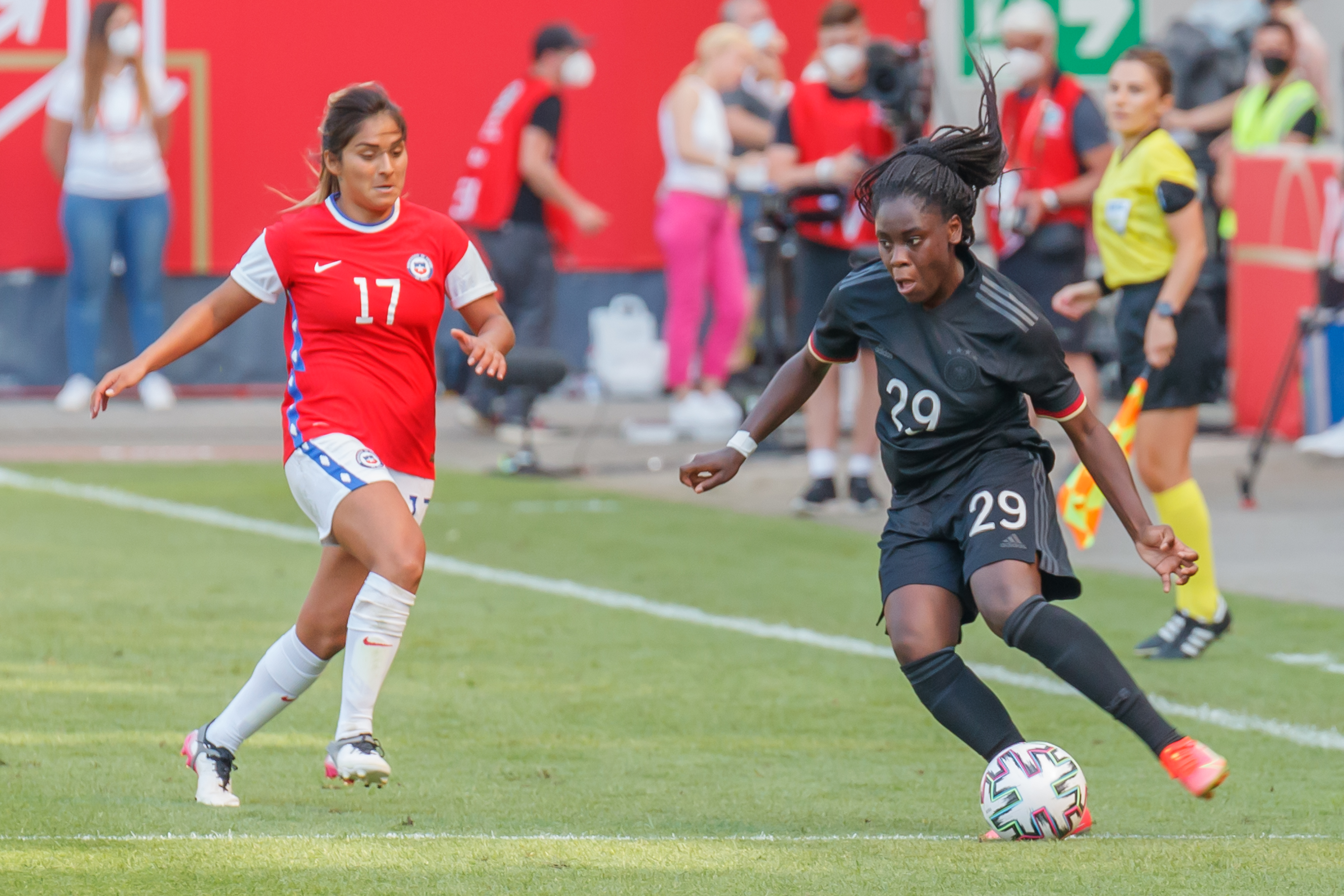
Nicole Anyomi in azione con la maglia della nazionale tedesca il 15 giugno 2021 nella partita contro il.

Nicole Anyomi ha fatto parte di diverse selezioni giovanili della Germania, facendo il suo debutto con la maglia della selezione Under-15 il 28 ottobre 2014 nella vittoria per 13-0 sulle pari età della Scozia. Con la nazionale Under-17 ha preso parte al campionato europeo di categoria nel 2017, campionato che venne vinto dalla Germania dopo aver superato in finale la Spagna ai tiri di rigore. Nel torneo Anyomi mise a segno una doppietta nella partita vinta per 5-1 sulle padrone dei casa della Rep. Ceca. Sia nel 2018 che nel 2019 giocò la fase finale del campionato europeo con la nazionale Under-19, che concluse al secondo posto entrambe le edizioni: nel 2018 Anyomi segnò una rete contro l'Italia nella fase a gironi, mentre nel 2019 segnò prima una doppietta contro il Belgio e poi la rete del temporaneo vantaggio contro la Francia in finale.
È stata convocata per la prima volta nella nazionale maggiore da Voss-Tecklenburg in occasione dell'amichevole del 27 ottobre 2020 contro l'Inghilterra, successivamente annullata per contagio da COVID-19 nello staff inglese. Ha fatto il suo esordio in nazionale il 21 febbraio 2021, scendendo in campo a metà del secondo tempo nell'amichevole vinta 2-0 contro il Belgio. A inizio 2022 venne inserita nella rosa della nazionale tedesca che prese parte alla prima edizione dell'Arnold Clark Cup, torneo a inviti organizzato in Inghilterra, giocando tutte e tre le partite della manifestazione. Dopo essere stata impiegata ad aprile nelle due partite valide per le qualificazioni al campionato mondiale 2023, è stata inserita dalla selezionatrice Voss-Tecklenburg nella rosa della nazionale tedesca in vista del campionato europeo 2022.

## Statistiche

### Presenze e reti nei club
Statistiche aggiornate al 28 maggio 2023.
| Stagione                     | Squadra                      | Campionato                   | Campionato | Campionato | Coppe nazionali | Coppe nazionali | Coppe nazionali | Coppe continentali | Coppe continentali | Coppe continentali | Altre coppe | Altre coppe | Altre coppe | Totale | Totale | Totale |
| Stagione                     | Squadra                      | Comp                         | Pres       | Reti       | Comp            | Pres            | Reti            | Comp               | Pres               | Reti               | Comp        | Pres        | Reti        | Pres   | Reti   |        |
| ---------------------------- | ---------------------------- | ---------------------------- | ---------- | ---------- | --------------- | --------------- | --------------- | ------------------ | ------------------ | ------------------ | ----------- | ----------- | ----------- | ------ | ------ | ------ |
| 2016-2017                    | SGS Essen                    | FB                           | 8          | 3          | CG              | 1               | 0               | -                  | -                  | -                  | -           | -           | -           | 9      | 3      |        |
| 2017-2018                    | SGS Essen                    | FB                           | 17         | 2          | CG              | 3               | 1               | -                  | -                  | -                  | -           | -           | -           | 20     | 3      |        |
| 2018-2019                    | SGS Essen                    | FB                           | 15         | 1          | CG              | 2               | 2               | -                  | -                  | -                  | -           | -           | -           | 17     | 3      |        |
| 2019-2020                    | SGS Essen                    | FB                           | 21         | 4          | CG              | 5               | 2               | -                  | -                  | -                  | -           | -           | -           | 26     | 6      |        |
| 2020-2021                    | SGS Essen                    | FB                           | 11         | 4          | CG              | 1               | 2               | -                  | -                  | -                  | -           | -           | -           | 12     | 6      |        |
| Totale SGS Essen             | Totale SGS Essen             | Totale SGS Essen             | 72         | 14         |                 | 12              | 6               |                    | -                  | -                  |             | -           | -           | 84     | 20     |        |
| 2021-2022                    | Eintracht Francoforte        | FB                           | 17         | 4          | CG              | 1               | 0               | -                  | -                  | -                  | -           | -           | -           | 18     | 4      |        |
| 2022-2023                    | Eintracht Francoforte        | BL                           | 20         | 8          | CG              | 2               | 0               | UWCL               | 2                  | 0                  |             | -           | -           | 24     | 8      |        |
| 2023-2024                    | Eintracht Francoforte        | BL                           | -          | -          | CG              | -               | -               | UWCL               | -                  | -                  |             | -           | -           | -      | -      |        |
| Totale Eintracht Francoforte | Totale Eintracht Francoforte | Totale Eintracht Francoforte | 37         | 12         |                 | 3               | 0               |                    | 2                  | 0                  |             | -           | -           | 42     | 12     |        |
| Totale carriera              | Totale carriera              | Totale carriera              | 109        | 26         |                 | 15              | 6               |                    | 1                  | 0                  |             | -           | -           | 126    | 32     |        |

### Cronologia presenze e reti in nazionale
| Cronologia completa delle presenze e delle reti in nazionale ― Germania | Cronologia completa delle presenze e delle reti in nazionale ― Germania | Cronologia completa delle presenze e delle reti in nazionale ― Germania | Cronologia completa delle presenze e delle reti in nazionale ― Germania | Cronologia completa delle presenze e delle reti in nazionale ― Germania | Cronologia completa delle presenze e delle reti in nazionale ― Germania | Cronologia completa delle presenze e delle reti in nazionale ― Germania | Cronologia completa delle presenze e delle reti in nazionale ― Germania |
| Data                                                                    | Città                                                                   | In casa                                                                 | Risultato                                                               | Ospiti                                                                  | Competizione                                                            | Reti                                                                    | Note                                                                    |
| ----------------------------------------------------------------------- | ----------------------------------------------------------------------- | ----------------------------------------------------------------------- | ----------------------------------------------------------------------- | ----------------------------------------------------------------------- | ----------------------------------------------------------------------- | ----------------------------------------------------------------------- | ----------------------------------------------------------------------- |
| 21-2-2021                                                               | Aquisgrana                                                              | Germania                                                                | 2 – 0                                                                   | Belgio                                                                  | Amichevole                                                              | -                                                                       | 61’                                                                     |
| 15-6-2021                                                               | Offenbach am Main                                                       | Germania                                                                | 0 – 0                                                                   | Cile                                                                    | Amichevole                                                              | -                                                                       | 68’                                                                     |
| 17-2-2022                                                               | Middlesbrough                                                           | Germania                                                                | 1 – 1                                                                   | Spagna                                                                  | Arnold Clark Cup 2022                                                   | -                                                                       | 63’                                                                     |
| 20-2-2022                                                               | Norwich                                                                 | Canada                                                                  | 1 – 0                                                                   | Germania                                                                | Arnold Clark Cup 2022                                                   | -                                                                       |                                                                         |
| 23-2-2022                                                               | Wolverhampton                                                           | Inghilterra                                                             | 3 – 1                                                                   | Germania                                                                | Arnold Clark Cup 2022                                                   | -                                                                       | 46’                                                                     |
| 9-4-2022                                                                | Bielefeld                                                               | Germania                                                                | 3 – 2                                                                   | Portogallo                                                              | Qual. Mondiali 2023                                                     | -                                                                       | 86’                                                                     |
| 12-4-2022                                                               | Stara Pazova                                                            | Serbia                                                                  | 3 – 2                                                                   | Germania                                                                | Qual. Mondiali 2023                                                     | -                                                                       | 76’                                                                     |
| 24-6-2022                                                               | Erfurt                                                                  | Germania                                                                | 7 – 0                                                                   | Svizzera                                                                | Amichevole                                                              | -                                                                       | 59’                                                                     |
| 16-7-2022                                                               | Milton Keynes                                                           | Finlandia                                                               | 0 – 3                                                                   | Germania                                                                | Euro 2022 - Fase a gironi                                               | 1                                                                       | 46’                                                                     |
| 31-7-2022                                                               | Londra                                                                  | Inghilterra                                                             | 2 – 1 dts                                                               | Germania                                                                | Euro 2022 - Finale                                                      | -                                                                       | 67’                                                                     |
| 3-9-2022                                                                | Bursa                                                                   | Turchia                                                                 | 0 – 3                                                                   | Germania                                                                | Qual. Mondiali 2023                                                     | -                                                                       |                                                                         |
| 6-9-2022                                                                | Plovdiv                                                                 | Bulgaria                                                                | 0 – 8                                                                   | Germania                                                                | Qual. Mondiali 2023                                                     | -                                                                       | 71’                                                                     |
| 7-10-2022                                                               | Dresda                                                                  | Germania                                                                | 2 – 1                                                                   | Francia                                                                 | Amichevole                                                              | -                                                                       |                                                                         |
| 11-11-2022                                                              | Fort Lauderdale                                                         | Stati Uniti                                                             | 1 – 2                                                                   | Germania                                                                | Amichevole                                                              | -                                                                       | 71’                                                                     |
| 13-11-2022                                                              | Harrison                                                                | Stati Uniti                                                             | 2 – 1                                                                   | Germania                                                                | Amichevole                                                              | -                                                                       | 78’                                                                     |
| 24-6-2023                                                               | Offenbach am Main                                                       | Germania                                                                | 2 – 1                                                                   | Vietnam                                                                 | Amichevole                                                              | -                                                                       |                                                                         |
| 24-7-2023                                                               | Melbourne                                                               | Germania                                                                | 6 – 0                                                                   | Marocco                                                                 | Mondiali 2023 - Fase a gironi                                           | -                                                                       | 64’ 75’                                                                 |
| 30-7-2023                                                               | Sydney                                                                  | Germania                                                                | 1 – 2                                                                   | Colombia                                                                | Mondiali 2023 - Fase a gironi                                           | -                                                                       | 76’                                                                     |
| 3-8-2023                                                                | Brisbane                                                                | Corea del Sud                                                           | 1 – 1                                                                   | Germania                                                                | Mondiali 2023 - Fase a gironi                                           | -                                                                       | 84’                                                                     |
| Totale                                                                  |                                                                         | Presenze                                                                | 19                                                                      |                                                                         | Reti                                                                    | 1                                                                       |                                                                         |

## Palmarès

### Nazionale
- Campionato d'Europa under 17: 1

2017